# Miguel da Costa
Miguel Gama Da Costa Jordão (16 novembre 1995) è un calciatore saotomense, difensore del Praia Cruz.

## Carriera

### Nazionale
Ha esordito in nazionale il 28 marzo 2016.